# Coup de la Brink's
Au Québec, le coup de la Brink's réfère aux événements du dimanche 26 avril 1970 où du matériel du bureau montréalais de la Royal Trust est chargé et déménagé à Toronto sous haute surveillance armée dans 9 fourgons blindés de la Brink's. Le lendemain, l'événement fait la une de tous les grands journaux et soulève l'idée d'une possible fuite des capitaux advenant l'élection d'un gouvernement souverainiste 2 jours plus tard, lors de l'élection générale québécoise de 1970.
40 ans après les événements, le photographe de The Gazette Tedd Church, seul représentant des médias lors de l'événement, affirme que ses photos du coup n'ont pas été publiées à la suite d'une entente entre ses patrons et le bureau du Premier ministre du Canada.

## Chronologie
Le "Coup de la Brinks" est un événement survenu lors de la campagne électorale québécoise d'avril 1970, trois jours avant l'élection des premiers députés du Parti québécois. Cet événement est marqué par une manipulation médiatique et de l'électorat québécois, qui aurait été orchestrée par le premier gouvernement Trudeau.
En avril 1970, le Québec connaît sa première campagne électorale avec un parti indépendantiste véritablement concurrentiel, le Parti québécois (PQ). Le PQ, avec son programme axé sur la souveraineté et la justice sociale, gagne en popularité, suscitant des craintes parmi ses adversaires politiques. Malgré les accusations hystériques de propensions révolutionnaires et dictatoriales lancées au PQ, quatre sondages publiés entre le 18 et le 25 avril placent le jeune parti souverainiste tout juste derrière les libéraux de Robert Bourassa, avec un écart de l'ordre de la marge d'erreur.
C'est dans ce contexte que le "Coup de la Brinks" a lieu. Le 25 avril, un appel téléphonique anonyme est reçu au quotidien The Gazette, indiquant que le lendemain matin à 9h, une quantité importante de valeurs quittera les bureaux montréalais du Royal Trust en direction de Toronto. Ce dimanche-là, neuf fourgons blindés de la Brink's express sont alignés devant l'édifice C-I-L, sis au 630, rue Dorchester Ouest.
Cet événement a été interprété comme une preuve que l'éventuelle victoire du PQ aux élections entraînerait un exode massif de capitaux hors du Québec. Toutefois, la vérité derrière le "Coup de la Brink's" reste controversée, avec des allégations selon lesquelles il s'agissait d'une manipulation destinée à influencer le résultat de l'élection en défaveur du PQ.